# Bátovce
Bátovce (in ungherese Bát, in tedesco Frauenmarkt) è un comune della Slovacchia facente parte del distretto di Levice, nella regione di Nitra.